# Anton Haefeli
Anton Haefeli (* 3. Februar 1946 in Brugg) ist ein Schweizer Musikwissenschaftler.
Er studierte nach dem humanistischen Abitur von 1966 bis 1971 an der Universität Zürich Musikwissenschaft bei Kurt von Fischer und belegte weiter die Fächer Geschichte und Kunstgeschichte. Sein Weiterstudium erfolgte an der Musikhochschule Zürich (unter anderem Musiktheorie bei Rudolf Kelterborn).
Die Promotion zum Dr. phil. erlangte er mit einer Dissertation über die Geschichte der Internationalen Gesellschaft für Neue Musik (ISCM). Ab 1984 war er Dozent für Musikgeschichte, ab 1987 Sachbereichsleiter Ausbildung in der Musikhochschule der Musik-Akademie der Stadt Basel. Seine Forschungsschwerpunkte sind Musik des 20. Jahrhunderts und Musikpädagogik.
2020 wurde er für sein epochales und referenzgebendes Buch zum 50. Geburtstag der IGNM von dieser zum Ehrenmitglied ernannt. Haefeli ist nach Arthur Honegger (1950), Paul Sacher (1971) und Klaus Huber (1994) das vierte Schweizer ISCM-Ehrenmitglied.

## Bücher (Auswahl)
- Die Geschichte der Internationalen Gesellschaft für Neue Musik von 1922 bis zur Gegenwart. Zürich: Atlantis 1982. ISBN 3-7611-0596-7
- Vom musikpädagogischen Eros. Die Kunst, das Musiklehren lieben zu lernen. Aarau: HBS Nepomuk 1998. ISBN 3-907117-11-5
- Jacques Wildberger oder die Lehre vom Andern. Analysen und Aufsätze von und über Jacques Wildberger Zürich: Edition Hug 1996. (Hrsg.).ISBN 3906415767 und ISBN 9783906415765
- Der Grad der Bewegung. Tempovorstellungen und -konzepte in Komposition und Interpretation 1900–1950, hrsg. von Jean-Jacques Dünki et alii, Bern: Peter Lang 1998 (Mithrsg.). ISBN 3906761754